# Frontera (film 2014)
Frontera è un film del 2014 diretto da Michael Berry, ambientato in Arizona, al confine fra Stati Uniti e Messico.

## Trama
Al confine tra lo stato dell’Arizona (USA) e il Messico, teatro delle continue violazione del confine da parte di messicani in cerca di lavoro, Roy (Ed Harris), ex sceriffo della cittadina, indaga per capire le dinamiche che hanno portato alla morte della moglie Olivia (Amy Madigan). I primi sospetti di Roy e della polizia cadono su Miguel (Michael Peña), uno degli immigrati clandestini che ha attraversato illegalmente la frontiera passando dalle terre di proprietà di Roy. Il sospettato viene individuato e arrestato, ma Roy non crede che la polizia stia indagando in maniera appropriata. Intanto la moglie di Miguel, Paulina (Eva Longoria), appena saputo dell'arresto del marito, si organizza per oltrepassare il confine e andare in soccorso del marito, nonostante sia incinta. Finirà però nelle mani di contrabbandieri messicani senza scrupoli, venendo stuprata e perdendo il bambino. Intanto Roy non ci ha messo molto a scoprire una verità molto scomoda.